# Kszi, Simon
A Kszi, Simon (eredeti cím: Love, Simon) 2018-as amerikai romantikus tini tragikomédia, amelyet Greg Berlanti rendezett és Isaac Aptaker, valamint Elizabeth Berger írtak. A film könyvadaptációnak tekinthető a Simon vs the Homo Sapiens Agenda c. regény alapján, amelyet Becky Albertalli írt. Főbb színészek a filmben: Nick Robinson (Simon Spier), Josh Duhamel (Jack Spier) és Jennifer Garner (Emily Spier).
A középpontban egy zárkózott középiskolás meleg fiú, Simon Spier áll, aki kénytelen egy zsarolás miatt felrúgni egész addigi életét, a barátait is félreérthető helyzetbe hozni, miközben próbálja megtalálni azt a titokzatos levelezőtársát, aki talán a szerelmet jelenti számára. A film jelmondata: "Mindenkinek jár egy első szerelem". Kétségkívül úttörő jelentőségű darabról beszélhetünk, hiszen segít megértetni, elfogadtatni a jelenlegi társadalmunkkal az LMBT lényegét, továbbá sok tévhitet eloszlat a meleg témával kapcsolatban.
A film premierje a Mardi Gras Film Fesztiválon volt 2018. február 27-én, majd a 20th Century Fox stúdió jelentette meg 2018. március 16-án az USA-ban.
A kritikusok remek fogadtatásban részesítették, az első hollywoodi alkotás a homoszexualitás témájában. Jól teljesített, a maga kategóriájában a legnagyobb bevételű darab, világszerte 66,3 millió dolláros bevétellel büszkélkedhet.

## Cselekmény
|  | Alább a cselekmény részletei következnek! |

Simon Spier egy zárkózott középiskolás meleg fiú, aki Atlanta külvárosában él, Georgiában. Nagyon közeli, szerető családban nevelkedik, szülei: Emily és Jack, húga Nora. Három legjobb barátja, akik közül ketten régi barátai, mindent tudnak az életéről, Nick és Leah. A harmadik új lány pedig Abby.
Egy nap Leah hívja fel a fiú figyelmét az iskolai online fórumon, egy meleg srác posztjára, aki ugyanabba az iskolába jár, ahová ők. Csak az álnevét hagyja maga után: “Blue”.
Simon elkezd vele levelezni “Jacques” álnéven, mindketten bizalmasan kezelik az egymástól kapott információkat. Viszont véletlenül egy másik diák tudtára jut a dolog, (Martin) mivel Simon az egyik iskolai számítógépen elfelejt kijelentkezni a levelezésből. Martin, miután rájött Simon titkára, megzsarolja hogy nyilvánosságra hozza, ha nem segít neki megnyerni Abby-t. Martin megszállottja a lánynak.
Eközben Simon elkezd gyanakodni, hogy talán az osztálytársa Bram lehet igazából Blue. Az egyik Halloweeni partin megpróbál közeledni Bramhez, de lefüleli, ahogy egy lánnyal készülnek lefeküdni.
Simon azt hazudja Nicknek, hogy Abbynek van barátja a főiskoláról. Leah hazakíséri a kissé ittas Simont a partiról, majd homályosan közli vele érzéseit, Simon úgy véli, hogy a lány érzései Nickhez szólnak, félreértve Leah-t.
Simon találkozik Abbyvel és Martinnal egy helyi büfében, miután meggyőzi őket, hogy gyakoroljanak együtt a közelgő iskolai musicalre. Simon a büfében találkozik egy Lyle nevű osztálytársával, akire szintén elkezd gyanakodni. Közben Abby elkezdi barátként kezelni Martint, a fiú félreérti a jeleket, úgy gondolja, hogy több lesz, mint barátság. Aznap este hazafelé menet Simon színt vall Abby előtt és nagyon megkönnyebbül a lány jó reakcióján. Neki volt a legkönnyebb előbújnia, hiszen nem régóta ismerik egymást.
Az iskolai futball meccsen Simon ismét találkozik Lyleval, de mielőtt összeszedné bátorságát, hogy feltegye a kérdést, rájön hogy a fiú Leah iránt érdeklődik. Simon bátorítja Martint, hogy tegye meg, itt az alkalom, így Martin nyilvánosan elmondja az érzéseit a mikrofonba, a nemzeti himnuszt megszakítva. Viszont, mikor Abby elmondja a fiúnak, hogy nem érez iránta semmit, Martin nevetség tárgyává válik, megszégyenül az iskola előtt.
Karácsonykor Martin, hogy elterelje az emberek figyelmét magáról, nyilvánosan kiposztolja Simon titkát. Simon húga, Nora megpróbálja megvigasztalni a fiút, de Simon rendkívül feldúlt. Előbújik karácsony reggelén a szüleinek, úgy gondolja, nincs mit veszítenie. Nagy meglepetésére remekül fogadják.
Az ünnepek után Nick és Abby, már egy párként, dühösen szembesítik Simont a hazugságaival, Leah bevallja Simonnak, hogy belé szerelmes és nem Nickbe és felháborítónak tartja, hogy nem neki mondta el először Simon az igazat magáról. Miután barátai hátat fordítanak neki, Blue is megrémül a lebukástól, megírja Simonnak, hogy hagyják abba és törli mailfiókját. Simon összeomlik, elvesztette barátait és Blue-t is.
Az iskolai menzán Simon és egy nyíltan meleg diák, Ethan összegzik a nehézségeket, amelyekkel szembe kell nézniük mostantól. Kis idő eltelte után szülei újra elérik őt és megnyugtatják Simon-t támogatásukról, anyja megkéri, hogy ne álljon saját maga útjába és tényleg legyen olyan, mint a régi Simon, ezen felbátorodva Simon felkeresi Leah-t és megpróbálja kiengesztelni. A lány végül megbocsát. Simon az iskolai pletyka lapon nyilvánosan is megerősíti Martin írását, bocsánatot kérve mindenkitől, beleértve barátait is.
Az iskolai musical után Leah, Nick és Abby megegyeznek Simonnal, hogy együtt mennek el az iskolai karneválra. A karneválon Simon felül az óráskerékre és addig ül rajta, míg be nem zár, Blue-ra várva. Ekkor azonban előkerül Martin és bocsánatot kér Simontól, majd lefizeti az óriáskerék tulajdonosát, hogy Simon tehessen még egy kört. Közvetlenül, mielőtt elindulna, beül mellé Bram, aki leleplezi magát előtte. Megmagyarázza a lánnyal történt jelenetet, majd megcsókolja Simont.

Simon élete lassan visszatér a régi kerékvágásba és összejönnek Brammel. A film utolsó jelenetében Simon felveszi barátait és szerelmét, majd a reggeli rutin helyett, azt javasolja nekik, hogy inkább menjenek el egy kalandra. Majd a nagyváros felé veszik az irányt.     
|  | Itt a vége a cselekmény részletezésének! |

## Szereposztás
| Szerep                                               | Színész             | Magyar hangja      |
| ---------------------------------------------------- | ------------------- | ------------------ |
| Simon Spier                                          | Nick Robinson       | Baráth István      |
| A 10 éves Simon                                      | Bryson Pitts        | ?                  |
| Az 5 éves Simon                                      | Nye Reynolds        | ?                  |
| Jack Spier, Simon édesapja                           | Josh Duhamel        | Simon Kornél       |
| Emily Spier, Simon édesanyja                         | Jennifer Garner     | Kisfalvi Krisztina |
| Leah Burke, Simon egyik legjobb barátja              | Katherine Langford  | Pekár Adrienn      |
| Abby Suso, Simon egyik legjobb barátja               | Alexandra Shipp     | Csifó Dorina       |
| Nick Eisner, Simon egyik legjobb barátja             | Jorge Lendeborg Jr. | Rada Bálint        |
| Abraham „Bram” Greenfeld, Simon egyik osztálytársa   | Keiynan Lonsdale    | Ungvári Gergely    |
| Cal Price, Simon egyik osztálytársa                  | Miles Heizer        | Boldog Gábor       |
| Martin Addison, Simon zsaroló osztálytársa           | Logan Miller        | Timon Barnabás     |
| Mr. Worth, az iskola kínos igazgatóhelyettese        | Tony Hale           | Mészáros Máté      |
| Nora Spier, Simon húga                               | Talitha Bateman     | Mayer Szonja       |
| a 6 éves Nora                                        | Skye Mowbray        | ?                  |
| Ms. Albright, Simon dráma tanítónője                 | Natasha Rothwell    | Bognár Gyöngyvér   |
| Garrett Laughlin, Simon egyik osztálytársa           | Drew Starkey        | Hám Bertalan       |
| Ethan, Simon egyik osztálytársa, aki nyitottan meleg | Clark Moore         | Markovics Tamás    |
| Lyle, felszolgáló a büfében                          | Joey Pollari        | Berkes Bence       |
| Taylor Metternich, Simon egyik osztálytársa          | Mackenzie Lintz     | Kéthelyi-Nagy Luca |

## Gyártás
A film előkészületei 2017. március 6-án kezdődtek, és a fő forgatás 2017. április 23-án véget is ért, két nappal a tervezett befejezés előtt. Berlanti arra törekedett, hogy ezzel kompenzálja a film drága zenéi albumának díját.
Érdekesség, hogy a forgatáson Becky Albertalli, a regény írója, valamint a youtuber Doug Armstrong is részt vett, diákokat alakítottak.

## Filmzene
A film zenei albumának elkészítésében több együttes illetve előadó is részt vett: Bleachers, Troye Sivan, Amy Shark, Brenton Wood, The 1975, Normani és Khalid. Az album első zenéje, amely a legkorábban megjelent az "Alfie's Song (Not So Typical Love Song)" a Bleacherstől. 
| No. | Cím                                          | Szerző(k)                                                                                          | Együttes, Előadó     | Hossz |
| --- | -------------------------------------------- | -------------------------------------------------------------------------------------------------- | -------------------- | ----- |
| 1.  | "Alfie's Song (Not So Typical Love Song)"    | Jack Antonoff – Ilsey Juber – Harry Styles                                                         | Bleachers            | 3:01  |
| 2.  | "Rollercoaster"                              | Antonoff – John Hill                                                                               | Bleachers            | 3:12  |
| 3.  | "Never Fall in Love"                         | Antonoff – Karen Marie Ørsted                                                                      | Jack Antonoff and MØ | 3:37  |
| 4.  | "Strawberries & Cigarettes"                  | Troye Sivan – Antonoff – Alex Hope                                                                 | Troye Sivan          | 3:21  |
| 5.  | "Sink In"                                    | Ben Berger – Julia Michaels – Ryan McMahon                                                         | Amy Shark            | 4:35  |
| 6.  | "Love Lies"                                  | Khalid Robinson – Normani Kordei Hamilton – Charlie Handsome – Jamil "Digi" Chammas – Taylor Parks | Khalid és Normani    | 3:23  |
| 7.  | "The Oogum Boogum Song"                      | Alfred Smith                                                                                       | Brenton Wood         | 3:07  |
| 8.  | "Love Me"                                    | Adam Hann – George Daniel – Matthew Healy – Ross MacDonald                                         | The 1975             | 3:42  |
| 9.  | "I Wanna Dance with Somebody (Who Loves Me)" | George Merrill – Shannon Rubicam                                                                   | Whitney Houston      | 4:50  |
| 10. | "Someday at Christmas"                       | Ron Miller – Bryan Wells                                                                           | Jackson 5            | 2:44  |
| 11. | "Wings"                                      | Nini Fabi – Benjamin Gebert                                                                        | Haerts               | 4:58  |
| 12. | "Keeping a Secret"                           | Antonoff – Justin Tranter                                                                          | Bleachers            | 3:25  |
| 13. | "Wild Heart"                                 | Antonoff – Hill                                                                                    | Bleachers            | 3:21  |

Hallhatóak további dalok a filmben, amelyek nem szerepelnek a hivatalos filmzenében. Többek között: a The Kinkstől a "Waterloo Sunset", a MONAKR-től a "Diamond", a "Nobody Speak", a DJ Shadow-tól és a Run the Jewelstől, a "Feel It Still", a Portugal. The Mantől, a "No" Meghan Trainortől, "Out the Speakers" A-Trak-től, a Milo and Otis feat. Rich Kidz, a "As Long as You Love Me" Justin Biebertől, az "Add It Up", a Violent Femmes-től, Lady Gagatól "Bad Romance" (a Michigan Marching Band előadásában), a "Shine a Light", a BANNERS-től, és a "Heaven" a Warranttól.

### Slágerlista
| Slágerlisták (2018)         | Elért legjobb helyezés |
| --------------------------- | ---------------------- |
| Australian Albums (ARIA)    | 82                     |
| Canadian Albums (Billboard) | 24                     |
| UK Soundtrack Albums (OCC)  | 11                     |
| US Billboard 200            | 37                     |

## Megjelenés
A Kszi, Simon a Mardi Gras Filmfesztiválon mutatkozott be 2018 február 27-én, később a Glasgow-i és a Melbourne Queer Filmfesztiválon. A filmet a 20th Century Fox az Egyesült Államokban és Kanadában megjelentette 2018. március 16-án, majd 2018 folyamán további országokban is, Magyarországon 2018 június 21-én.
A film megjelenése után számos színész, köztük Jennifer Garner, Kristen Bell, Neil Patrick Harris, Joey Graceffa, Matt Bomer, Robbie Rogers, Benj Pasek, Tyler Oakley, Martin Gero, Andrew Rannells és Jesse Tyler Ferguson a film szabad vetítésére hívta fel a figyelmet, mert úgy gondolták, hogy fontos üzenetet közvetít.
A film 2018 május 29-én jelent meg digitálisan, illetve 2018 június 12-én 4K Blu-Ray, Blu-Ray és DVD lemezen. Magyarországon a késői premier miatt a megjelenés 2018 október 26-án esedékes lemezeken.

## Fogadtatása

### Eredmények
A Kszi, Simon 40,8 millió dollárt gyűjtött az Egyesült Államokban és Kanadában, valamint 25,4 millió dollárt más területeken világszerte. Költségvetése 10-17 millió dollár. Ez a tizennegyedik legmagasabb bevételű tinédzserfilm 1980 óta, és a harmadik legmagasabb a 20th Century Fox gondozásában, a Csillagok hibája és a Romeo + Júlia után.